# サンドリンガム・ハウス

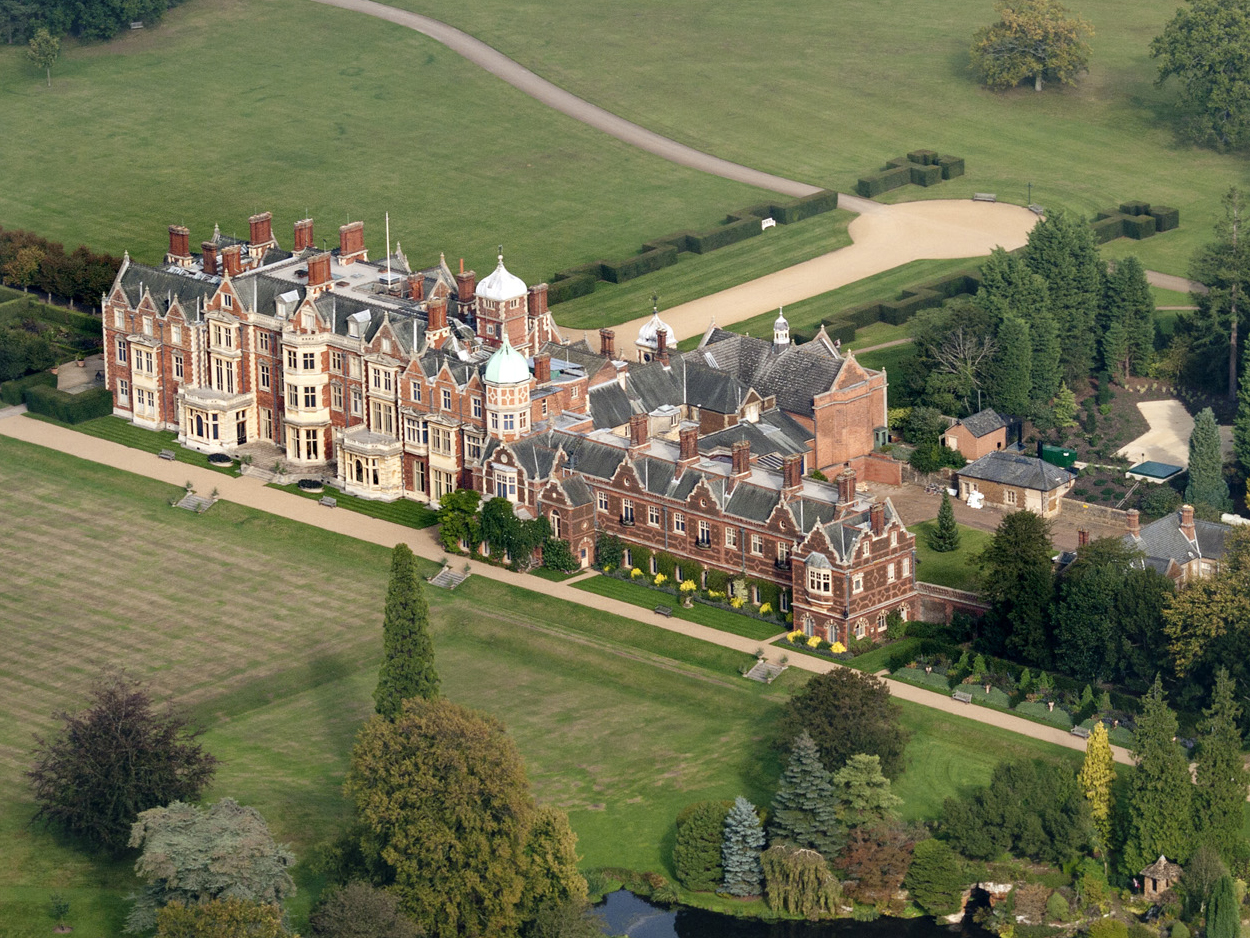
サンドリンガム・ハウス

サンドリンガム・ハウス （Sandringham House）は、イギリスのノーフォーク州サンドリンガムにあるチャールズ3世の別邸。バルモラル城と並んでイギリス国王（女王）の私的財産である。バッキンガム宮殿やウィンザー城とは異なり、王室の所有財産ではない。サンドリンガム・エステート全体の面積は20,000エーカー（81平方キロメートル）。現在も、イギリス王室のクリスマスの休暇地として使用されている。

## 歴史
18世紀後半コーニッシュ・ヘンリが建てた館に始まり、1843年にチャーレズ・スペンサー・カウパーの手を経て皇太子アルバートの所有となった。

## ロイヤル・レジデンス
1862年、当時皇太子のアルバート (後のエドワード7世) のために買い求められた別邸で、翌1863年アルバートとアレクサンドラ・オブ・デンマークが、新婚早々の住居として住んだ。

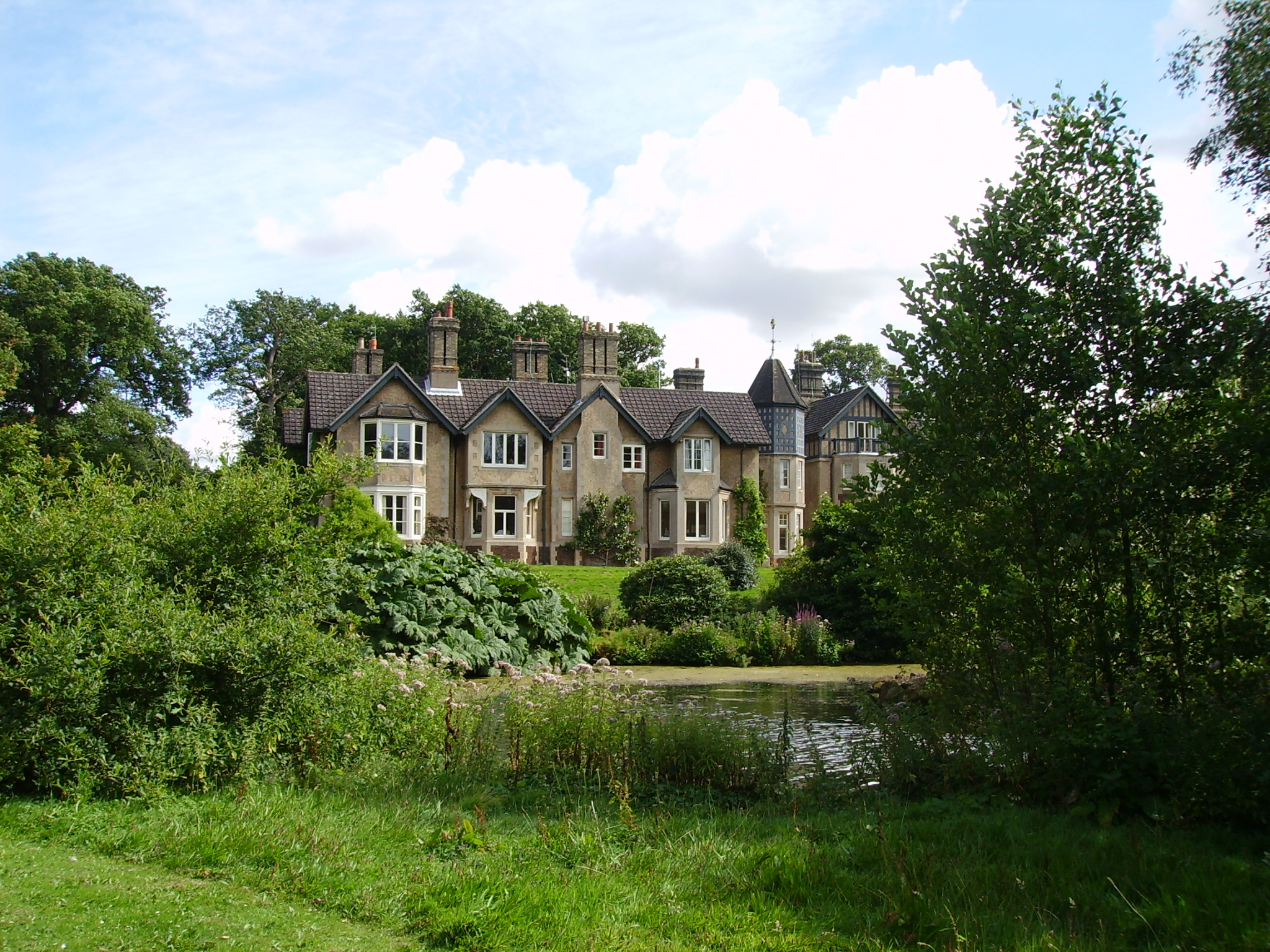
ヨーク・コテジ

エドワード7世に次いでジョージ5世もサンドリンガムを好み、1895年ジョージ6世はサンドリンガム・ハウスのヨーク・コテジで生まれた。1905年に生まれたジョン王子はてんかん病状が悪化した晩年は、サンドリンガム・ハウス宮殿敷地内のウッド農場にてガヴァネスとともに暮らしていたという。1915年にドイツ軍のツェッペリン飛行船の爆撃で穴ができたが、ジョージ6世はその穴をアヒルの池にした。
1936年、71歳のジョージ5世はサンドリンガム・ハウスで死亡した。跡を継いだエドワード8世は同年に退位したが、サンドリンガム・ハウスは私的財産であるため、退位後もエドワード8世が所有権を有した。そのため、弟のジョージ6世はバルモラルやサンドリンガム・ハウスを私費で買い取ることになった。。

### イギリス王室のクリスマス
サンドリンガムは現在、イギリス王室の離宮となっており、エリザベス2世とエディンバラ公フィリップが毎年冬の避寒地としている。
1932年のクリスマスの日、サンドリンガムでジョージ5世は、クリスマス演説のラジオ生放送を初めて行い、それから25年後、エリザベス2世も、クリスマス演説をここの図書室から初めてテレビ中継した。